# Ludwig Bachhofer
Ludwig Bachhofer (* 30. Juni 1894 in München; † März 1976 in Carmel-by-the-Sea) war ein deutscher Kunsthistoriker und Professor in München und an der University of Chicago.

## Leben
Ludwig Bachhofer begann 1916 ein Studium der Kunstgeschichte, Klassischen Archäologie, Völkerkunde, Philosophie an der Universität München, musste dieses jedoch aufgrund des Ersten Weltkriegs unterbrechen. 1918 nahm er das Studium wieder auf und wurde 1921 mit einer Dissertation zur Kunst der japanischen Holzschnittmeister promoviert.
1921/22 absolvierte Bachhofer ein wissenschaftliches Volontariat am Museum für Völkerkunde in München unter Lucian Scherman. Ab 1922 folgte eine intensive Forschungstätigkeit, die 1926 in der Einrichtung der Abteilung für japanische Kunst des Völkerkundemuseums in München mündete. 1926 habilitierte er in München in Kunstgeschichte und Asiatischer Archäologie und war als Privatdozent an der Universität München tätig. Er hielt Lehrveranstaltungen zur chinesischen, japanischen und indischen Kunstgeschichte. Am 24. November 1926 heiratete er Hilda Nelson, mit der er die Tochter Else bekam.
Im Juli 1933 ernannte man ihn zum außerordentlichen Professor, das zuständige Ministerium widersprach der Ernennung aufgrund der „nichtarischen Abkunft“ von Bachhofers Ehefrau allerdings. Da Bachhofer eine Scheidung von seiner jüdischstämmigen Ehefrau ablehnte und ihm so die Entlassung drohte, emigrierte die Familie Ende 1934 in die Vereinigten Staaten.
Ab 1935 arbeitete Bachhofer als Hochschullehrer für ostasiatische Kunstgeschichte an der University of Chicago, ab 1941 als ordentlicher Professor. Von 1941 bis 1945 war er außerdem Mitherausgeber des Art Bulletin. 1965 ging er in den Ruhestand.

## Forschungsschwerpunkte
Zu Bachhofers Forschungsinteresse gehörte die ostasiatische Kunst mit einem Schwerpunkt der Kunstgeschichte Zentralasiens und die Verbindung mit Indien, Iran und China. In Deutschland gehörte er zu den bedeutendsten Experten der damals noch neuen Disziplin der asiatischen Kunstgeschichte. Sein Werk über die frühindische Plastik galt lange als Standardwerk.

## Veröffentlichungen (Auswahl)
- Chinesische Kunst. Breslau 1923
- Die frühindische Plastik. 2 Bände, München/Florenz 1929
- A Short History of Chinese Art. Pantheon, New York 1946